# Гашей
Гаше́й — село в Мухоршибирском районе Бурятии. Входит в сельское поселение «Цолгинское».

## География
Расположено на левом берегу реки Сухары выше впадения в неё речки Гашей, на автодороге местного значения Мухоршибирь — Балта, в 10 км юго-восточнее центра сельского поселения, улуса Цолга, и в 35 км к западу от райцентра — села Мухоршибирь.

## История
Основано в 1895 году старообрядцами-семейскими из сёл Большой Куналей и Шаралдай. С 1918 года сюда стали переезжать семейские из других сёл. В период гражданской войны Гашей был одним из центров партизанской войны против семёновцев.
В 1924 году в селе было 120 дворов и 695 жителей, открылась начальная школа, в 1929 году — клуб. В 1930-е годы организованы три колхоза, впоследствии объединённые в одно хозяйство — колхоз им. Кирова.
В Великую Отечественную войну более сотни гашейцев ушли на фронт. Из них 64 погибли.
В 1955 году создан совхоз «Цолгинский» путём объединения колхозов села Гашей и улуса Цолга. В новейшее время на его базе организован СПК «Цолгинский».

## Население
| 2002 | 2010 |
| ---- | ---- |
| 627  | ↘534 |

## Инфраструктура
Средняя общеобразовательная школа, детский сад, сельский клуб, библиотека, почтовое отделение, пожарная часть, фельдшерско-акушерский пункт.